# Hans Georg Gmelin
Hans Georg Gmelin (* 23. Juni 1933 in Danzig-Langfuhr; † 13. November 1990) war ein deutscher Kunsthistoriker und Museumskurator. Er war als Kurator in der Kunsthalle Bielefeld und dem Niedersächsischen Landesmuseum Hannover beschäftigt. 

## Leben
Gmelin besuchte das Staatliche Gymnasium in Kiel und legte dort 1954 die Reifeprüfung ab. Im gleichen Jahr nahm er ein Studium der Kunstgeschichte in Kiel auf. 1955 wechselte er an die Universität in Freiburg im Breisgau. Dort wurde er 1962 im Fach Kunstgeschichte mit einer Arbeit zu Georg Pencz bei Kurt Bauch promoviert.
Von 1963 bis 1968 arbeitete Gmelin im Rahmen eines Forschungsauftrags in der Landesgalerie des Niedersächsischen Landesmuseums Hannover über die spätgotische Tafelmalerei in Niedersachsen, welche zum lebenslangen Schwerpunkt seiner Forschung wurde. Er bereiste Niedersachsen und Umgebung, um den noch vorhandenen Bestand an spätgotischen Tafelbildern zu inventarisieren. Ab 1969 war Gmelin als wissenschaftlicher Assistent an der Kunsthalle Bielefeld tätig. 1975 wurde er als Nachfolger von Reinhold Behrens Oberkustos an der Landesgalerie in Hannover.
Gmelins Buch Spätgotische Tafelmalerei in Niedersachsen und Bremen (1974) wurde zum Standardwerk. Neben der spätmittelalterlichen und frühneuzeitlichen Tafelmalerei in Niedersachsen und Norddeutschland veröffentlichte er auch zu barocken Gemälden, Möbeln, modernen bis zeitgenössischen Künstlerpositionen. So widmete er unter anderem Adolf Hölzel und Wolfgang Tümpel, aber auch Detlef Kappeler, Andy Warhol und Hannah Höch Ausstellungen.
Von 1976 bis zu seinem Tod war er Schriftleiter des Jahrbuchs Niederdeutsche Beiträge zur Kunstgeschichte (Band 15–29).
1990 verstarb Hans Georg Gmelin überraschend im Alter von 57 Jahren, während er in der Niedersächsischen Landesgalerie tätig war.

## Veröffentlichungen (Auswahl)
- Georg Pencz als Maler. Freiburg im Breisgau 1962.
- Das Weltgerichtsbild in der Gerichtslaube des Lüneburger Rathauses. In: Lüneburger Blätter. Band 19/20, 1968/1969, S. 95–99.
- Hans Bornemanns künstlerische Stellung und Nachwirkung in Nordwestdeutschland. In: Niederdeutsche Beiträge zur Kunstgeschichte. Band 8, 1969, S. 109–146.
- Spätgotische Tafelmalerei in Niedersachsen und Bremen (= Veröffentlichungen der Niedersächsischen Landesgalerie Hannover). München 1974.
- Wilhelm Busch als Maler. Mit einem vollständigen Werkverzeichnis nach Vorarbeiten von Reinhold Behrens. Gebr. Mann Verlag, Berlin 1980.
- Der bürgerliche Frühbarock und die Kunst an den Höfen in Hannover und Braunschweig im 17. Jahrhundert. In: Hans Patze (Hrsg.): Geschichte Niedersachsens (= Veröffentlichungen der Historischen Kommission für Niedersachsen und Bremen. Band 36). Band 3, Teil 2: Kirche und Kultur von der Reformation bis zum Beginn des 19. Jahrhunderts. Wallstein Verlag, Göttingen 1983, ISBN 3-7848-3425-6, S. 756–765.
- Die hannoverschen Hofmaler Ziesenis und Ramberg und ihre künstlerischen Beziehungen zu Großbritannien. In: Adolf M. Birke, Kurt Kluxen (Hrsg.): England und Hannover. Saur, München 1986, ISBN 3-598-21404-9, S. 177–194.
- Mittelalterliche Kunst in Göttingen und Werke Göttinger Künstler. In: Dietrich Denecke, Helga-Maria Kühn (Hrsg.): Von den Anfängen bis zum Ende des Dreißigjährigen Krieges (= Göttingen. Geschichte einer Universitätsstadt. Band 1). Vandenhoeck & Ruprecht, Göttingen 1987, ISBN 3-525-36196-3, S. 571–616.
- Die Neustädter Marienkirche zu Bielefeld (= Große Baudenkmäler. Heft 282). 2. Auflage, München / Berlin 1997.